# Perlis

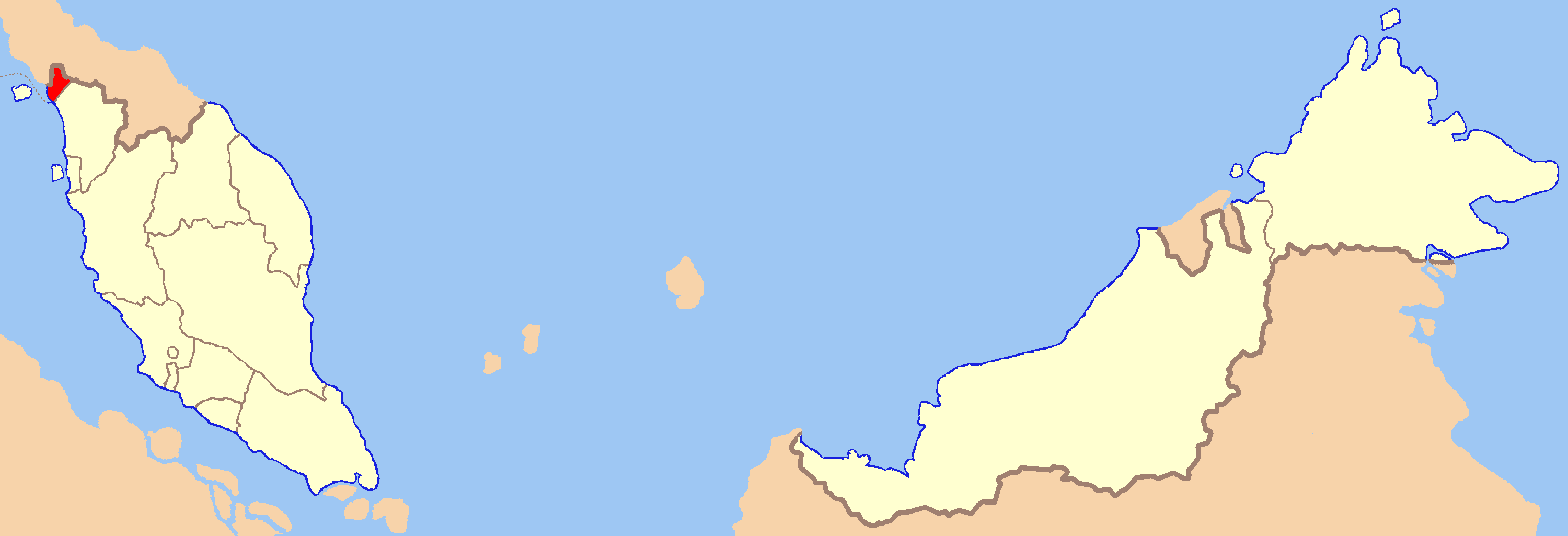
Delstatens läge i Malaysia.

Perlis flagga

Perlis är en delstat i nordvästra Malaysia, med kust mot Andamansjön i väster och gräns mot Thailand i norr. Befolkningen uppgick till 236 200 invånare år 2008, på en yta av 821 kvadratkilometer. Detta gör den till Malaysias minsta delstat både till folkmängd och yta. Den administrativa huvudorten är Kangar, medan rajan residerar i Arau. 